# 차인태
차인태(車仁泰,1944년 8월 11일 ~ )는 행정관료 분야에서 은퇴한 대한민국 프리 랜서 방송MC, 대학 교수이자 예비역 대한민국 육군 중위이며 한국아나운서클럽 회장이다. 본관은 연안(延安)이다.

## 인물과 생애
평안북도 벽동군에서 출생하였으며 아호는 벽동(碧潼)이다. '벽동'이라는 그의 아호 역시 출생지 이름에서 딴 아호이다.
1965년 DBS 동아방송 주최 전국 대학방송경연대회에서 금상을 수상하였고 이듬해 1966년 7월에는 서울중앙방송(지금의 KBS 한국방송공사)에 아나운서로 입사하여 본 과정까지 수료하였다가 1967년 2월에 서울중앙방송에서 퇴사, 한 달 후 1967년 3월에 학군사관 임관하여 군 복무를 마치고 예편한 후, 1969년 2월에는 MBC 문화방송의 정식 아나운서로 입사하였다.
문화방송에서 고등학생들의 퀴즈 프로그램인 《장학퀴즈》, 《남북이산가족 상봉실황》, 《MBC 뉴스데스크》, 《차인태의 아침 살롱》 등의 프로그램 진행을 맡았고, 각종 스포츠 중계 아나운서로도 활동해 문화방송의 대표 아나운서로 자리매김했다. 그리고 1992년 MBC 편성이사, 1994년 이후 편성실 차장대우 등을 잠시 지냈으며 1995년 제주MBC 사장을 잠시 지내다가 퇴임하였고 1999년 KBS 1TV에서 TV내무반 신고합니다를 출연하기도 했다. 이후에는 대한민국 재향군인회 이사장, 경기대학교 다중영상매체학과 교수 등을 지내었다.
그는 한국 전쟁이 일어나기 전에 부모와 함께 월남한 실향민으로, 6세 시절이던 1949년에 일가족을 동반하여 고향 평안북도 벽동을 떠나 월남 이후 지난날 한때 경상북도 경주에서 잠시 유아기를 보낸 적이 있고 그 후 서울에서 성장하였다.
2001년 자유민주연합 당무위원을 잠시 지내다가 사퇴 및 퇴임(탈당) 이후 2003년부터 2007년까지 이북5도위원회의 명예직 가운데 하나인 평안북도 도지사를 역임하였고 그 재임 기간 사이에 이북5도위원회 위원장을 역임하였다.
2000년 8월에는 제주도 명예 도민으로 위촉된 바가 있으며 현재는 디지털서울문화예술대학교 석좌교수로 재직하고 있다.
독실한 개신교 신자로 현재 서울 영락교회 장로로서 교회에 출석하고 있다.
2019년 3월 한국아나운서클럽 회장에 선임되었다.

## 학력
- 1957년 서울미동초등학교 졸업
- 1963년 휘문고등학교 졸업
- 1967년 연세대학교 성악학과 학사 (테너 전공)
- 1972년 연세대학교 행정대학원 행정학 석사
- 1992년 연세대학교 대학원 신문방송학과 언론학 박사

### 비학위 수료
- 1976년 미국 서던 캘리포니아 대학교 행정대학원 행정정책과정 수료
- 1986년 연세대학교 행정대학원 고위정책과정 수료

## 방송 프로그램
- MBC TV 《우리가족만세》 (1970년대 초중반, MC)
- MBC TV 라디오 《별이 빛나는 밤에》 (1970년대, DJ)
- MBC TV 《장학퀴즈》 (1973년 ~ 1990년 4월, MC)
- MBC TV 《MBC 10대 가수 가요제》 (1976년, 1977년, 1978년, 1991년 MC)
- MBC TV 《MBC 뉴스센터》 (1981년 ~ 1984년, 앵커)
- MBC TV 《82 MBC 대학가요제》 (1982년, MC)
- MBC TV 《제1회 MBC 창작동요제》 (1983년, MC)
- MBC TV 《83 MBC 강변가요제》 (1983년, MC)
- MBC TV 《차인태의 아침 살롱》 (1980년대 초중반, MC)
- MBC TV 《차인태의 출발 새아침》 (1980년대 중후반, MC)
- MBC TV 《서울 아시안게임》 중계 (1986년, 캐스터)
- MBC TV 《MBC 뉴스데스크》 (1986년~1987년, 1989년, 앵커)
- MBC TV 《MBC 보도국》 (1991년 12월 23일 ~ 1993년 4월 23일, 앵커)
- MBC TV 《MBC 제왕전》 (1993년 11기 시상식 거행자)
- KBS 2TV 《TV는 사랑을 싣고》 (1995년, 게스트 출연)
- SBS TV 《전국을 달린다》 (1996년, MC)
- KBS 1TV 《TV내부반 신고합니다》 (1999년 11월 29일, 출연)
- MBC TV 《남북이산가족 상봉실황》 (2000년, MC)
- MBC 표준FM 《MBC 초대석 차인태입니다》(2001년 1월 29일 ~ 2002년 9월 30일, MC)
- OBS 경인TV 《차인태의 명불허전》 (2010년 1월 21일 ~ 현재, MC)
- MBC TV 《황금어장-무릎팍도사》 게스트(237회)
- EBS FM 《EBS 책 읽는 라디오 낭독 시리즈》(2015년)

## 저서
- 중학생 장학퀴즈 시리즈
- 장학퀴즈(일반상식문제집) 시리즈
- 흔적-대한민국 대표 아나운서 차인태의 '인생'

## 기타 이력 사항
- 대한민국 육군 중위 예편
- 대한민국 재향군인회 이사
- 경기대학교 교수 역임
- 제주특별자치도 명예 도민
- 이북5도위원회 제9대 평안북도 도지사
- 이북5도위원회 위원장
- 디지털서울문화예술대학교 석좌교수
- 고 최규하 대통령 국민장 장의위원회 영결식 사회자